# NGC 6501
NGC 6501 (również PGC 61128 lub UGC 11049) – galaktyka spiralna (S0-a), znajdująca się w gwiazdozbiorze Herkulesa. Odkrył ją William Herschel 29 czerwca 1799 roku. Prawdopodobnie jest fizycznie związana z sąsiednią galaktyką NGC 6500.